# Departamento de Tarata (Chile)
El departamento de Tarata fue uno de los departamentos que integró la provincia chilena de Tacna entre 1911 y 1925, cuando fue traspasado su territorio al Perú. Recibió el nombre de Tarata, capital departamental.

## Descripción
La Guía administrativa, industrial y comercial de las provincias de Tacna, Tarapacá y Antofagasta de 1913 señalaba que:

"Este departamento se encuentra a 126 kilómetros, o sea, a 28 leguas al noroeste de Tacna y sus caminos son accidentados y malos. Se halla subdividido en las siguientes aldeas y caseríos, de este a oeste y sur: Tarmache, Estique Pampa, Estique Pueblo, Talabaya, Pistala, Chucatamani, Tala, Londanisa, Putina, Corocuro, Sama Grande, Poquera, Tomasiri, Jaras, Yalata, El Guaico y Las Yaradas. Punto intermedio entre Tacna y Tarata, donde existe posada y facilidades de alojamiento: Quilla, la posada se denomina Doña Bernarda".

## Historia
El departamento fue creado el 2 de diciembre de 1911 por la Ley N.º 2.575, durante el gobierno del presidente Ramón Barros Luco, formando parte de la provincia de Tacna.
El territorio del departamento estuvo compuesto por las subdelegaciones 8.° y 9.° del departamento de Tacna, establecidas por decreto del 9 de noviembre de 1885. Su capital fue la comuna de Tarata, y se le asignaron los mismos empleados administrativos y judiciales que al departamento de Arica. La ley comenzó a regir a contar del 1 de enero de 1912.

Provincia de Tacna, Chile entre 1911 y 1921 durante la existencia del departamento de Tarata.

El 22 de septiembre de 1921, mediante la ley 3802, el gobierno del presidente Arturo Alessandri Palma suprimió el departamento de Tarata. El territorio del antiguo departamento pasó al Perú el 1 de septiembre de 1925; el acto de entrega se realizó a las 10:00 en la plaza central de la localidad de Tarata y fue presidido por los delegados, el Generalísimo John Pershing, representante de Estados Unidos, Agustín Edwards Budge, representante de Chile, y Manuel de Freyre y Santander, representante de Perú.

## Subdelegaciones y administración
El departamento de Tarata fue dividido en dos subdelegaciones, que componían un municipio, Tarata. La primera subdelegación llevaba por nombre Tarata, y era dividida en tres distritos, denominados Estique, Tarata y La Quebrada. La segunda subdelegación se denominaba Sama y estaba dividida en los distritos de Yalata, Sama Grande y Coruca. Este territorio había sido delimitado mientras aún pertenecía al departamento de Tacna, en 1885.
El territorio era administrado localmente por un gobernador departamental, cargo que en 1913 ocupaba Manuel Cartagena, y una municipalidad encabezada por una junta de alcaldes, integrada por los alcaldes Eulogio Tapia, Pedro Espina y Alejandro Latorre, también en 1913. En 1915 era su primer alcalde Alejandro Latorre. Contaba el departamento, además, con juez de letras, promotor fiscal, notario público, tesorero fiscal, oficial del Registro Civil, vacunador, telégrafo en Tarata y Sama, policía de seguridad, correo, fuerza de resguardo (policía municipal), jueces de distrito, subdelegación e inspectores, junto a varios establecimientos educacionales chilenos, destacándose la Escuela Superior de Hombres de Tarata, la Escuela Superior de Mujeres de Tarata, la Escuela Elemental de Hombres N.° 1, la Escuela Mixta Rural N.° 3 de Tarucache, la Escuela Mixta Rural de Estique, la Escuela Mixta Rural de Tala, y la Escuela Mixta Rural de Sama. Estas escuelas rurales eran, en 1913, de "reciente creación".